# Liste von Kontraktoren der Streitkräfte der Vereinigten Staaten
Diese Liste, die keine Gewähr auf Vollständigkeit bietet, umfasst ehemalige und gegenwärtige Kontraktoren (auch Lieferanten und Subunternehmen) der Streitkräfte der Vereinigten Staaten bzw. dessen Ministeriums.
Alle Rüstungsunternehmen unterhalten Commercial and Government Entity-Codes.

## Liste
| - Autronic - Academi - Action Target - ADT Corporation - Advanced Armament Corporation - AECOM - Aerojet - Aerospace Corporation - Aerovironment - Aegis Defense Services - Aimpoint - AirScan - AM General Corporation - American Petroleum Institute - Antonov Airlines - Argon ST - ARINC - Artis LLC - ASSETT, Inc. - Astronautics Corporation of America - Atec, Inc. - Aurora Flight Sciences - BAE Systems plc - Ball Corporation - Ball Aerospace & Technologies Corp. - Barrett Firearms Manufacturing - Battelle Memorial Institute - / BDM Corporation - Bechtel Corporation - Benelli USA - Berico Technologies - Boeing Company - Insitu - McDonnell Douglas - Booz Allen Hamilton - Boston Dynamics - British Nuclear Fuels Limited - CACI International Inc. - Cargotec - Carlyle Group - Carnegie Mellon University - Ceradyne - Cloudera - Colt Defense - The Columbia Group - Computer Sciences Corporation - Concurrent Technologies Corporation - CSRA - Cubic Corporation - Omega Training Group - Decibel Research Inc. - Dillon Aero - Draper Laboratories - DRS Technologies - DynCorp - EADS - EADS North America - Airbus Helicopters - Edison Welding Institute - Elbit Systems - M7 Aerospace - ENSCO, Inc. | - Ernst & Young - Evergreen International Aviation - Exxon Corporation - Fabbrica d'Armi Pietro Beretta - Fabrique Nationale de Herstal - FLIR Systems - Fluor Corp. - Force Protection Inc - Foster-Miller, Inc. - Foster Wheeler Ltd. - G4S plc - Armour Group Inc - General Atomics - General Dynamics - MOWAG - Bath Iron Works - General Dynamics Electric Boat - Gulfstream - Vangent - General Electric Military Jet Engines Division - Glock GmbH - Goodrich Corporation - Halliburton Corporation - Health Net, Inc. - Heckler & Koch US - Hewlett-Packard - Honeywell - HS Produkt - Humana Inc. - Huntington Ingalls Industries - Hybricon Corporation - IBM - Insight Technology - Intelsat - International Resources Group - iRobot - Israeli Aerospace Industries - IMI Systems - ITT Exelis - Jacobs Engineering Group Inc. - Johns Hopkins University - Kaman Aircraft - Kearfott Corporation - Kellogg, Brown and Root - Knight's Armament Company - Kongsberg Defence & Aerospace - / Lafayette Praetorian Group - Leidos - L3Harris Technologies - Brashear - EOTech - Lockheed Martin - Gyrocam Systems - Sikorsky - LRAD Corporation - ManTech International - A.P. Moller-Maersk Group - / MBDA - McQ Inc - Metal Storm - Microsoft - Milkor USA | - Mission Essential Personnel - Mitsubishi - Motorola - Natel Electronic Manufacturing Services - Navistar Defense - Nextel - Northrop Grumman - Oceaneering International - Olin Corporation (John M. Olin Foundation) - Orbital ATK - Oshkosh Corporation - Para-Ordnance - Perot Systems - Picatinny Arsenal - Pinnacle Armor - Pratt & Whitney - Precision Castparts Corporation - Raytheon - BBN Technologies - Remington Arms - Riverside Manufacturing LLC - Rock Island Arsenal - Rockwell Collins - Rolls-Royce plc - Saab AB - Science Applications International Corporation - Sensis Corporation - Shell - Siemens AG - SGIS - SIG Sauer - Smith & Wesson - Smith Enterprise Inc. - Sobran, inc - SPARTA, Inc. - Springfield Armory, Inc. - SRC Inc - SRI International - ST Engineering - ST Kinetics - Stanley, Inc. - Stewart and Stevenson - Sturm, Ruger & Company Incorporated - Forjas Taurus S/A - Teledyne - Telent - Texas Instruments - Textron Inc. - AAI Corporation - Bell Helicopter Textron - Trijicon - TriWest Healthcare Alliance - Unisys Corporation - United Technologies - Pratt & Whitney - URS Corporation - Washington Group International - US Ordnance - Verizon Communications - Vinnell Corporation - Westinghouse Electric Corporation |